# Сартанська селищна територіальна громада
Сартанська селищна територіальна громада — територіальна громада в Україні, у Маріупольському районі Донецької області. Адміністративний центр — селище Сартана.
Створена у 2020 році, відповідно до розпорядження Кабінету Міністрів України № 721-р від 12 червня 2020 року «Про визначення адміністративних центрів та затвердження територій територіальних громад Донецької області», шляхом об'єднання територій та населених пунктів Сартанської і Талаківської селищних рад Кальміуського району міста Маріуполь та Лебединської, Павлопільської, Чермалицької і Широкинської сільських рад Волноваського району Донецької області.

## Населені пункти
До складу громади входять 4 селища (Калинівка, Ломакине.Сартана і Талаківка) та 14 сіл Бердянське, Водяне, Гнутове, Заїченко, Кальміуське, Лебединське, Орловське, Павлопіль, Пікузи, Сопине, Федорівка, Чермалик, Черненко, Широкине.